# Evelyn Ijeh
Evelyn Ijeh (Malmö, 12 agosto 2001) è una calciatrice svedese, attaccante del Milan.

## Biografia
Nata a Malmö, è cresciuta con la famiglia nella contea di Malmöhus, nell'area più meridionale della Svezia.
È figlia dell'ex calciatore nigeriano Peter Ijeh, che si era trasferito e aveva giocato in Svezia per gran parte della propria carriera. Ha una sorella minore, Josephine (nata nel 2003), anche lei calciatrice.

## Carriera

### Club
Il 2 febbraio 2024 Ijeh passa in prestito con diritto di riscatto al Milan, in Serie A, fino al termine della stagione. Dopo aver collezionato 15 presenze e quattro reti lungo il resto dell'annata, il 4 luglio seguente l'attaccante viene ufficialmente riscattata dal club rossonero, con cui firma un contratto triennale.

## Statistiche

### Presenze e reti nei club
Statistiche (parziali) aggiornate al 5 maggio 2025.
| Stagione                    | Squadra                     | Campionato                  | Campionato | Campionato | Coppe nazionali | Coppe nazionali | Coppe nazionali | Coppe internazionali | Coppe internazionali | Coppe internazionali | Altre coppe | Altre coppe | Altre coppe | Totale | Totale |
| Stagione                    | Squadra                     | Comp                        | Pres       | Reti       | Comp            | Pres            | Reti            | Comp                 | Pres                 | Reti                 | Comp        | Pres        | Reti        | Pres   | Reti   |
| --------------------------- | --------------------------- | --------------------------- | ---------- | ---------- | --------------- | --------------- | --------------- | -------------------- | -------------------- | -------------------- | ----------- | ----------- | ----------- | ------ | ------ |
| 2017                        | Kopparbergs/Göteborg        | DA                          | -          | -          | CS              | 1               | 0               | -                    | -                    | -                    | -           | -           | -           | 1      | 0      |
| 2018                        | Kopparbergs/Göteborg        | DA                          | 1          | 0          | CS              | 0               | 0               | -                    | -                    | -                    | -           | -           | -           | 1      | 0      |
| 2019                        | Kopparbergs/Göteborg        | DA                          | 6          | 0          | CS              | 1               | 2               | UWCL                 | 1                    | 0                    | -           | -           | -           | 8      | 2      |
| 2020                        | Kopparbergs/Göteborg        | DA                          | 4          | 0          | CS              | 3               | 0               | UWCL                 | 2                    | 0                    | -           | -           | -           | 9      | 0      |
| Totale Kopparbergs/Göteborg | Totale Kopparbergs/Göteborg | Totale Kopparbergs/Göteborg | 15         | 2          |                 | 2               | 0               |                      | 8                    | 1                    |             | -           | -           | 25     | 3      |
| 2021                        | Häcken                      | DA                          | 10         | 1          | CS              | 4               | 3               | UWCL                 | 0                    | 0                    | -           | -           | -           | 14     | 4      |
| feb.-giu. 2024              | Milan                       | A                           | 12         | 3          | CI              | 3               | 1               | -                    | -                    | -                    | -           | -           | -           | 15     | 4      |
| 2024-2025                   | Milan                       | A                           | 25         | 12         | CI              | 3               | 0               | -                    | -                    | -                    | -           | -           | -           | 28     | 12     |
| Totale Milan                | Totale Milan                | Totale Milan                | 37         | 15         |                 | 6               | 1               |                      | -                    | -                    |             | -           | -           | 43     | 16     |
| Totale carriera             | Totale carriera             | Totale carriera             | 52+        | 17+        |                 | 8+              | 1+              |                      | 8                    | 1                    |             | -           | -           | 68+    | 19+    |

## Palmarès

### Club
- Campionato svedese: 1

Kopparbergs/Göteborg: 2020
- Campionato svedese di seconda divisione: 1

Växjö DFF: 2022
- Coppa di Svezia: 2

Kopparbergs/Göteborg: 2018-2019
Häcken: 2020-2021